# Priyamani
Priyaman, née le 4 juin 1984 à Palakkad (Kerala), est une actrice multilingue indienne.

## Récompenses et distinctions
- 2008 : Filmfare Award de la meilleure actrice en tamoul pour son rôle dans Paruthi Veeran
- 2012 : Filmfare Award de la meilleure actrice en kannada pour son rôle dans Chaarulatha